# Shigaraki
Shigaraki (信楽町, Shigaraki-chō) était un bourg japonais du district de Kōka, dans la préfecture de Shiga. Il a fusionné en 2004 avec les bourgs de Kōka, Kōnan, Minakuchi et Tsuchiyama pour former la ville de Kōka.

## Démographie et organisation
En 2005, la population de Shigaraki était estimée à 95 676 habitants pour une superficie totale de 481,69 km2.

## Histoire: Shigaraki, capitale de la céramique

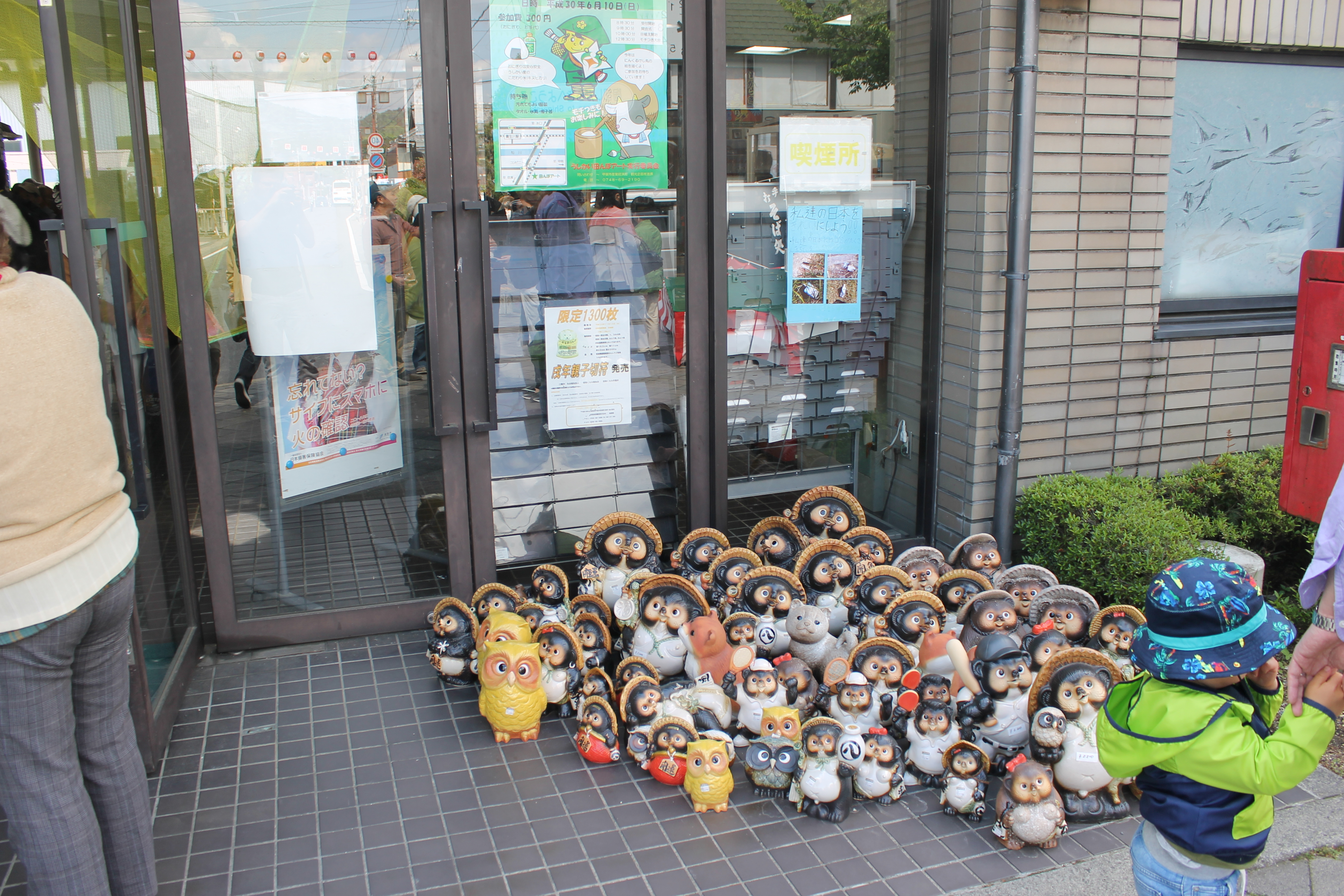
Des Shigaraki-yaki accueillent les visiteurs à la gare de Shigaraki. Les tanuki y sont en grand nombre.

Shigaraki est un centre culturel japonais important, lieu de création des céramiques du style shigaraki. Les céramiques produites ici sont connues au Japon sous le nom de Shigaraki-yaki, littéralement « céramique de Shigaraki ». Aujourd'hui, en plus des traditionnels chawan (bols de thé, voir chanoyu), les céramistes se sont lancés dans la réalisation de statuettes de tanuki. Ainsi, on retrouve ces statues de tanuki absolument partout, que ce soit dans les rues, dans les magasins, ou dans les maisons.

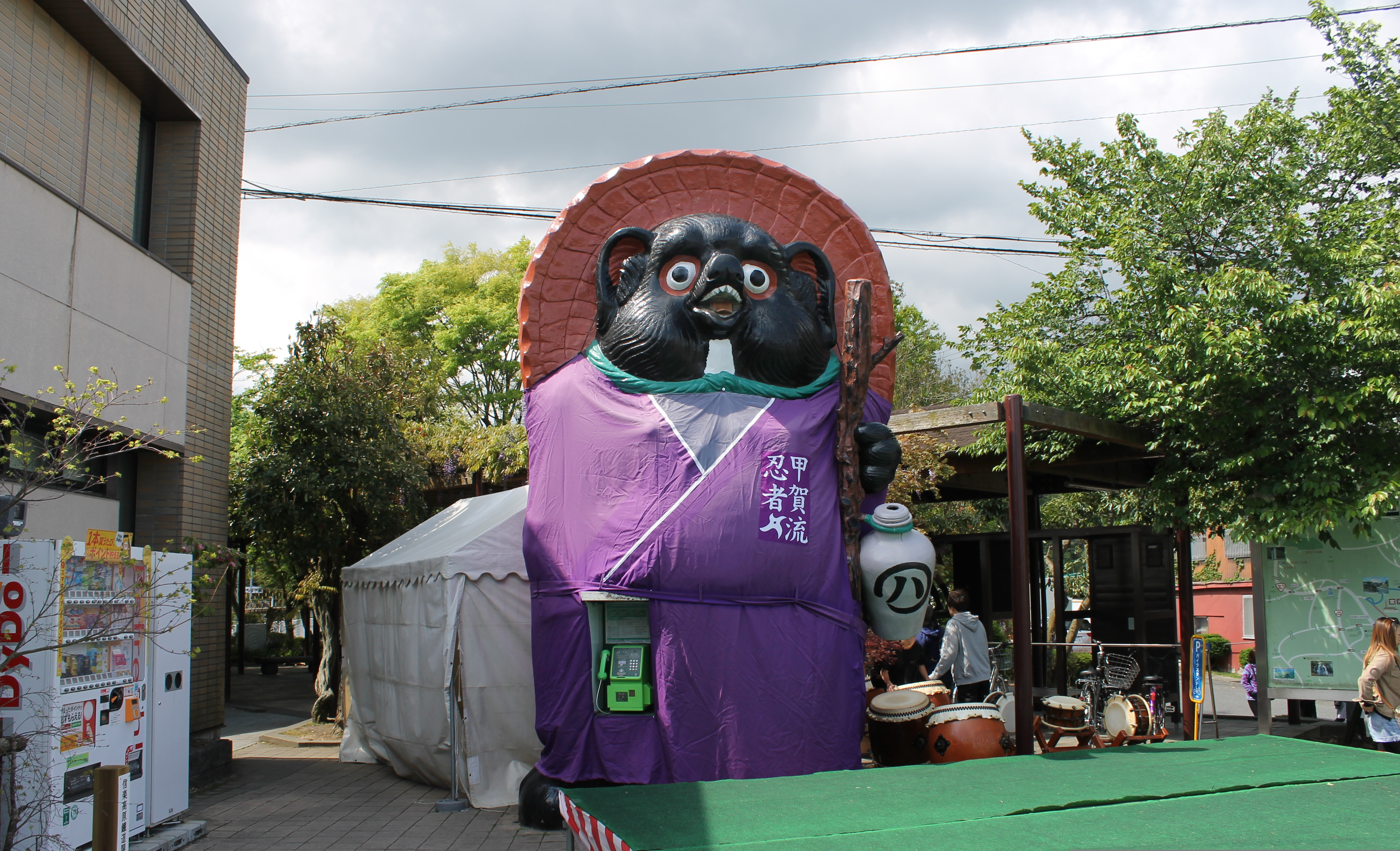
Un tanuki géant durant le festival de la poterie de Shigaraki.

Afin d'assurer la promotion et la valorisation de ce savoir-faire, le Centre culturel de la céramique, au sein duquel il est possible de découvrir l'histoire de cet art, a été créé. On y retrouve également un hall d'exposition, un centre d'étude et un centre de formation. De plus, divers événements ont lieu chaque année à Shigaraki afin de mettre en lumière cette technique. C'est notamment le cas en octobre, où divers événements en rapport à la céramique de Shigaraki ont lieu durant un week-end de trois jours (les dates changent selon les années). C'est l'occasion pour les artistes d'exposer leurs dernières créations et un immense marché est organisé.
Cet élément culturel et historique est donc fondamental à Shigaraki. C'est à la fois un fort marqueur d'identité et un argument touristique indéniable. 

## Tourisme

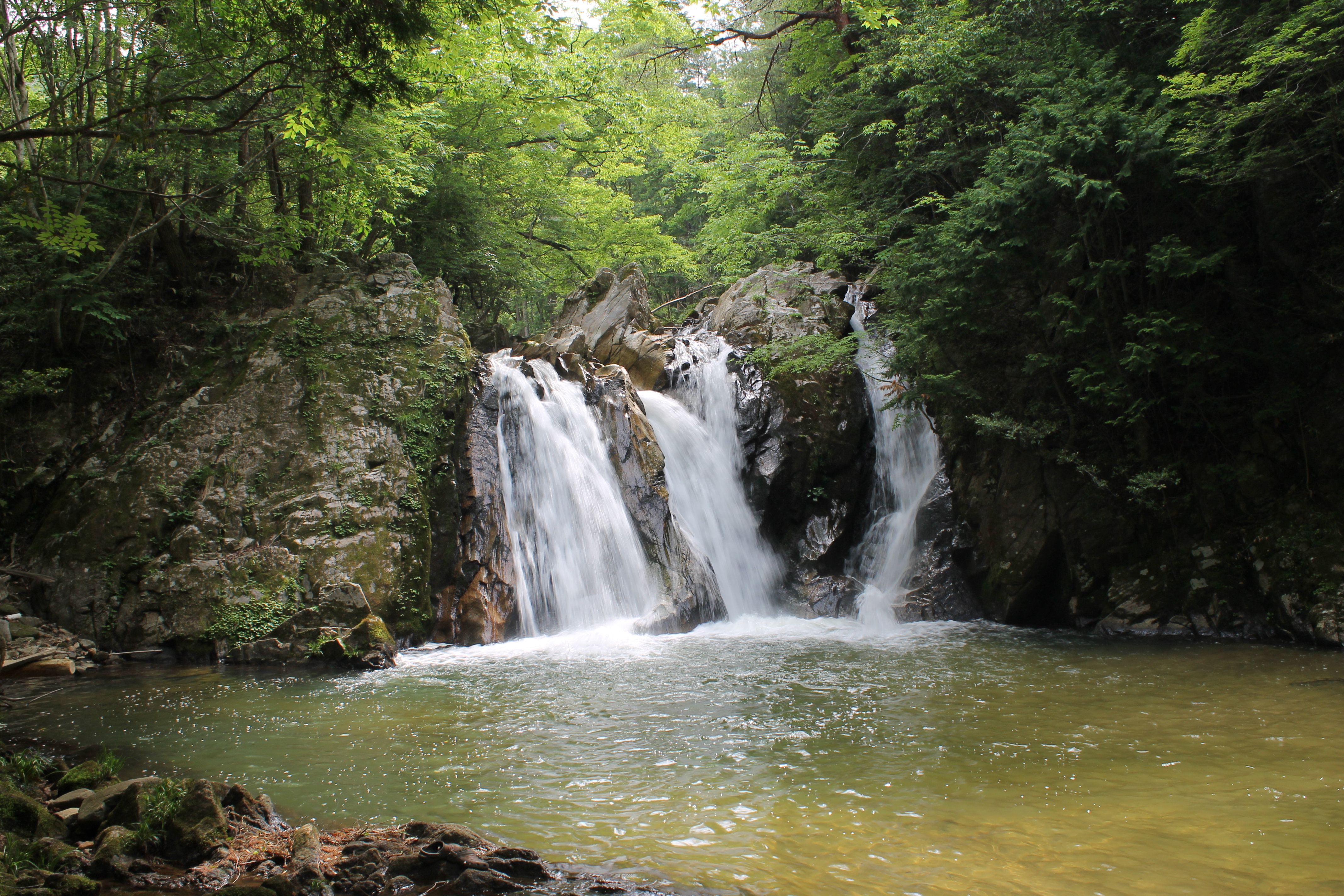
Vue de face de la cascade de Misuji.

Comme dans la plupart des villes au Japon, le tourisme à Shigaraki est représenté à travers une mascotte, Ponpoko-chan. 
On retrouve à Shigaraki deux chutes d'eau :
- la chute de Misuji au nord-ouest de Shigaraki ;
- la chute de Keimei au sud-est de Shigaraki.

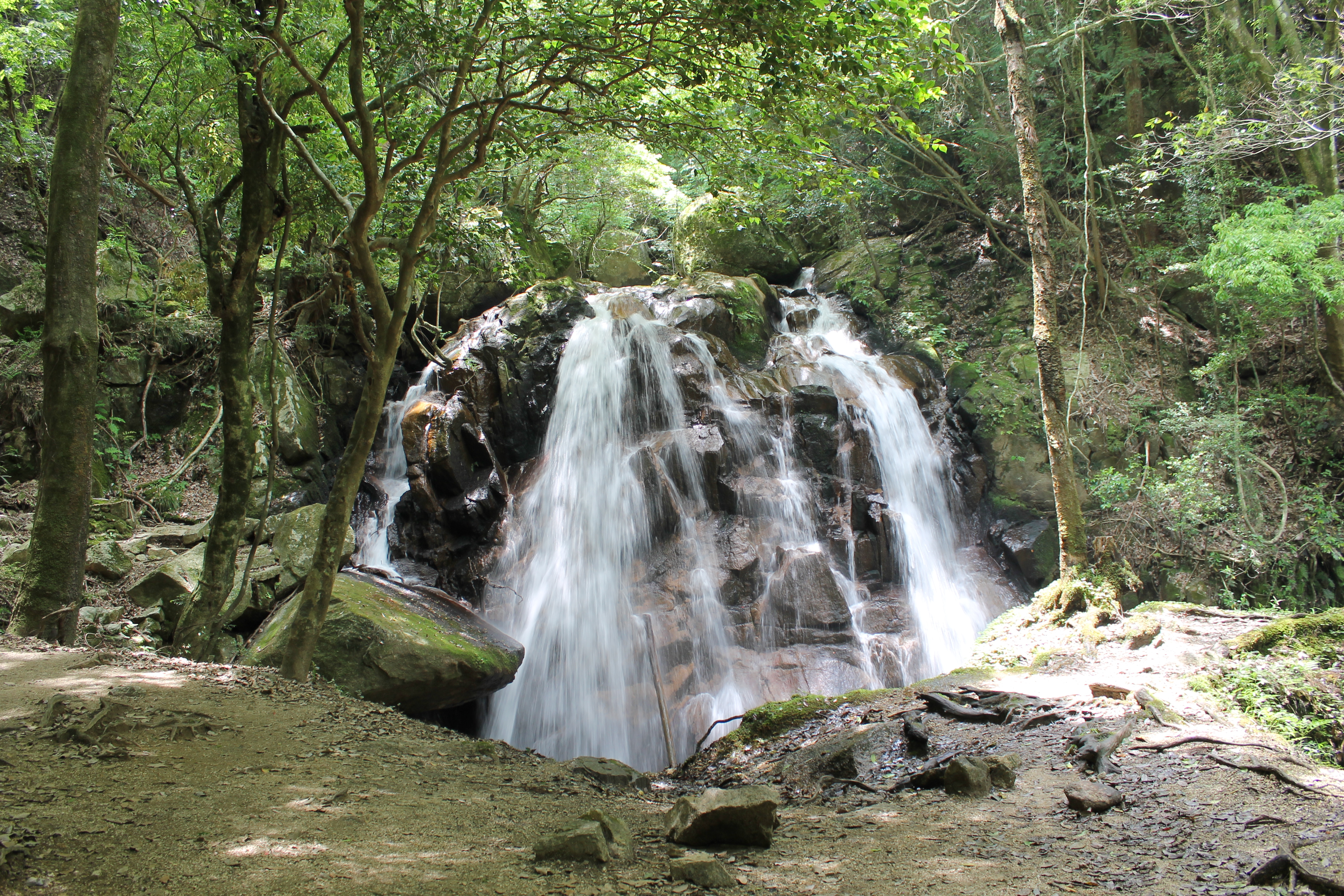
Vue de face de la cascade de Keimei.

## Divers
Shigaraki et ses terres cuites de tanuki sont citées dans le film d'animation Pompoko d'Isao Takahata.